# Tomás José Sáez García
Tomás José Sáez García, también como Thomas Joseph, (Alicante, ¿? - Lorca, 1767) fue un compositor y maestro de capilla español.

## Vida
Se sabe muy poco sobre los orígenes y la formación musical de Tomás José Sáez García, más allá de que nació en Almería.
Las primeras referencias sobre Tomás José Sáez García datan de 1731, cuando asumió el magisterio en la Colegiata de Lorca Procedía de Alcázar de San Juan, actualmente en la provincia de Ciudad Real, donde había sido maestro de capilla de la Colegiata de Santa María la Mayor.
En 1731, el maestro Francisco Miras Muñoz dejó vacante el magisterio de la Colegiata de San Patricio de Lorca tras ser nombrado maestro de capilla en la Catedral de Murcia. Ante esta oportunidad, Sáez presentó un memorial al cabildo lorquino solicitando el cargo, por lo que fue llamado a presentarse a las oposiciones. Su examen estuvo a cargo de Francisco Zacarías Juan, maestro jubilado de la Catedral de Murcia, y el 23 de octubre de ese mismo año, el cabildo de Lorca le otorgó el magisterio.
Su labor en Lorca transcurrió sin grandes contratiempos, y el cabildo siempre mostró satisfacción con su desempeño. Se le concedieron licencias en diversas ocasiones «por motivos de salud y recreo de la tarea de su empleo». Además, recibió gratificaciones por la composición de villancicos navideños y por la impresión de sus obras.
De 1762 a 1765 estuvo gravemente enfermo y fue sustituido en el cargo por el organista primero, Tomás Almela. Regresó al cargo brevemente, hasta mediados de 1766, pero falleció a principios del año siguiente. El cabildo presentaba el 7 de abril de ese año un pretendiente a la vacante del maestro; su sucesor en el cargo sería Juan Almela Muñoz.

## Obra
Del maestro Sáez apenas se han conservado composiciones, ya que la mayor parte de su obra se perdió durante la guerra civil, cuando el archivo de la Colegiata fue destruido por anarquistas. Una de ellas, En tierra y en abismos, fue interpretada en 2017 en un Concierto Extraordinario celebrado en la Colegiata.
Sin embargo, gracias a su testamento, se sabe que legó 188 composiciones a la catedral, además de otras obras destinadas al colegio de la Compañía de Jesús, diversas cofradías de la ciudad y sus sobrinos músicos. El legado destinado a la Colegiata incluía 4 misas, 3 juegos de vísperas, 25 salmos, 2 magníficats, 13 lamentaciones, 3 misereres y 124 villancicos. En el inventario aparecen los siguientes títulos:

[...] una missa a ocho = otra con violin a ocho de quinto tono punto alto = otra con violin a ocho dezeno tono = otra con violin a ocho = un juego de visperas con violin a seis = otro con violin a ocho = otro Lauda a cinco = otro Letatus a ocho = otro Nisi Dominus con violines a quatro = otro Dixit Dominus a siete = otro a ocho = otro Letatus a ocho = otro Laudare pueri a seis = otro Credidi a ocho = otro Nisi Dominus a quatro = otro Beati omnes a quatro = otro Laudate Dominum a quatro = Confitebor de Comeres22 a quatro = otro con violines a cinco = Qui habitat a ocho = Ecce nunc a quatro = Nunc dimitis a ocho = Antífona de Reyes a quatro = Regina celi a quatro = tres Misereres con violines a ocho = trese Lamentaciones = veinte y siete villancos de Reyes = cinqta y tres de Alcázar = veinte y uno de Sn Patrizio = treze de Sn Clemente = seis de Purificacion = Y quatro de Ascension que todas las obras referidas componen el numero de ciento ochenta y ocho; Y a continuacion de dho reconozimto los refdos nombrados (Pedro Alcaraz, pbro. y Alfonso Jaen, músicos) para el pusieron por escrito lo sigte: Que faltavan los borradores de todas las mencionadas obras = tambien el tiple primero del Misserere son trompas = otro Misserere a cinco con violines = un Laudate pueri con cinco violines = el Hymno de Completas In manus tuas Domine = Y que con el numo de villcos de Sn Patrizio se encontraron dos menos = en el de villcos de Ascension dos mas, que estavan con los de Sn Patrizio = Y que hazian memoria de faltar asimismo un villco a la Purificon con chirimias, y qe Ygualmente hechavan de menos todas las fiestas de Navidades y de Corpus.